# میکزیت
میکزیت (به انگلیسی: Mixite) با فرمول شیمیایی (BiCaH) Cu6[(OH)6-(AsO4)3]. 3H2O از مجموعه کانی هاست و حل شونده در اسیدها از نام یکی از مدیران معدن چک اسلواکی A.Mixa گرفته شده‌است. حل شونده در اسیدها CuO:44.2. ٪ BiO:10.42% As2Ob:30.92% H2O:10.86% CaO:۲٫۶۰٪ برای اولین بار در چک اسلواکی کشف شد و از نظر شکل بلور: آسیکولار، رنگ: سبز آبی - سبز -سبز زمردی، شفافیت: نیمه شفاف، رخ: نامشخص، سیستم تبلور: هگزاگونال و در رده‌بندی آرسنیات است و منشأ تشکیل آن ثانوی است.
همایند کانی‌شناسی (پارانژ) آن سیادوتریکیتبیسمانتینیت است
، از نظر ژیزمان بلور- اگرگات فیبری - درخشان - توده‌ای کمیاب است و بیشتر در آلمان غربی، چک اسلواکی، یونان، آمریکا و مکزیک یافت می‌شود.